# Bubo virginianus nacurutu
Bubo virginianus nacurutu — підвид сов виду Bubo virginianus. Поширення: Південна Америка.